# Galaga: Destination Earth
Galaga: Destination Earth is een videospel dat werd ontwikkeld door King of the Jungle en uitgegeven door Hasbro Interactive. Het spel kwam in 2000 uit voor de Game Boy Color, PlayStation en Microsoft Windows.

## Ontvangst
| Beoordeeld door        | Platform    | Jaar | Score |
| ---------------------- | ----------- | ---- | ----- |
| GamersHell.com         | Windows     | 2000 | 65    |
| Absolute Games (AG.ru) | Windows     | 2000 | 60    |
| Game Over Online       | Windows     | 2000 | 54    |
| Atari HQ               | PlayStation | 2000 | 50    |
| GameSpot               | PlayStation | 2000 | 43    |
| Game Captain           | Windows     | 2000 | 40    |
| PC Games (Duitsland)   | Windows     | 2000 | 34    |
| PC Player (Duitsland)  | Windows     | 2000 | 27    |
| All Game Guide         | PlayStation | 2000 | 20    |
| The Video Game Critic  | PlayStation | 2001 | 0     |